# Stargate Worlds
Stargate Worlds var ett "kommande" MMORPG från Cheyenne Mountain Entertainment som utspelar sig i stargate-universumet som det såg ut innan Atlantis och "Ori" upptäcktes. Den 25 mars 2010 meddelade FireSky att produktionen av spelet har stoppats.